# Глупая
«Глу́пая» — сингл российской певицы Мари Краймбрери, выпущенный 3 декабря 2021 года на лейбле Velvet Music.

## Музыкальный видеоклип
6 декабря 2021 года был выпущен музыкальный видеоклип на сингл «Глупая». Режиссёром клипа стал Serghey Grey, с которым певица сотрудничает с 2015 года. Практически весь клип певица проводит связанной сотнями верёвок, напоминая марионетку, находясь в комнате за дверью с надписью «Глупая». Она пытается выпутаться, сжигая верёвки и кусая их. В итоге Мари удаётся освободиться от оков, символизирующих токсичный роман, а в ловушке оказывается мужчина, которому посвящена песня.

## Критика
Гуру Кен — российский музыкальный критик и главный редактор NEWSmuz.com, комментируя содержания композиции «Глупая» отнёсся к ней отрицательно, отметив, что про биты в сингле сказать нечего, кроме того, что они есть. На его взгляд, это ещё одна сырая песня Краймбрери, которая грешит этим не первый раз. «Задумка классная, реализация — ниже плинтуса», — считает Вадим Пономарёв.